# Фитри (департамент)
Фитри (араб. فيتري‎, фр. Fitri) — один из трёх департаментов административного региона Батха в республике Чад. Административный центр департамента — город Яо.

## Население
По данным переписи населения, в 2009 году в департаменте проживали 110 403 человек (53 995 мужчин и 56 408 женщин). По другим данным, в 2012 году количество населения департамента Фитри составляло 116 157 человек.

## Административное деление
Департамент Фитри включает в себя 2 подпрефектуры:
- Яо (фр. Yao)
- Ам Джамена (фр. Am Djamena)

## Префекты
Префекты Фитри (с 2002 года):
- ? — март 2006 года: Юнана Эрбо Дуде (фр. Yunana Erbo Doudet)

- С 9 октября 2008 года: Якуб Барка (фр. Yacoub Barka)[3]